# Regalada (manzana)
Regalada es el nombre de una variedad cultivar de manzano (Malus domestica). Esta manzana es originaria de Galicia, está cultivada en la colección de árboles frutales y banco de germoplasma de Mabegondo con el Nº 335; ejemplares procedentes de esquejes localizados en San Martiño de Louseiro, parroquia del municipio de Sarria (Lugo).

## Sinónimos
- "Manzana Regalada",[4][5]
- "Maceira Regalada".

## Características
El manzano de la variedad 'Regalada' tiene un vigor medio. Tamaño grande y porte erguido.
Época de inicio de brotación desconocido y de floración a partir del 20 de mayo.
Las hojas tienen una longitud del limbo de tamaño largo, con la máxima anchura del limbo es ancha. Longitud de las estípulas es corta y la máxima anchura de las estípulas es estrecha. Denticulación del borde del limbo es biserrado, con la forma del ápice del limbo acuminado y la forma de la base del limbo es obtuso. Con subestípulas ausentes.
Sus flores tienen una longitud de los pétalos corta, con una anchura de los pétalos estrecha, disposición de los pétalos libres entre sí, con una longitud del pedúnculo corta.
La variedad de manzana 'Regalada' tiene un fruto de tamaño medio, de forma oblongo-cónica, de color amarillo, con chapa lavada, e intensidad pálida. Epidermis de textura suave, sin pruina en su superficie y con presencia de cera nula. Sensibilidad al "russeting" (pardeamiento áspero superficial que presentan algunas variedades) muy poco sensible. Con lenticelas de tamaño medio.
Los sépalos están dispuestos de forma erectos, y superpuestos en su base; su fosa calicina es profunda y de una anchura media. Pedúnculo de grosor estrecho y de longitud medio, siendo la cavidad peduncular de una profundidad media y de anchura media. Con pulpa de color crema, cuya firmeza es suave y su textura es harinosa; su jugosidad es jugosa, con sabor de acidez media, y poco aromática.
Época de maduración y recolección a partir del 1 de octubre. 'Regalada' es una manzana que su destino es la conservación de esta variedad en el banco de germoplasma de Mabegondo como reserva genética.

## Susceptibilidades
- Oidio: ataque débil
- Moteado: no presenta
- Raíces aéreas: no presenta
- Momificado: no presenta
- Pulgón lanígero: ataque débil
- Pulgón verde: ataque medio
- Araña roja: no presenta
- Chancro del manzano: no presenta.[3]